# La Merde
Pour plus de détails, voir Fiche technique et Distribution.
La Merde (Perché si uccidono) est un film dramatique italien réalisé par Mauro Macario et sorti en 1976.
C'est le premier et l'unique film de son réalisateur et scénariste. Il met en vedette l'acteur français Maurice Ronet et l'actrice yougoslave Beba Loncar dans un drame de la drogue (la « merde » du titre) dans le cadre de la ville de Turin.

## Fiche technique
- Titre français : La Merde[2]
- Titre original : Perché si uccidono[3],[4] (litt. « Pourquoi se tuent-ils ? »)
- Réalisateur : Mauro Macario
- Scénario : Mauro Macario
- Photographie : Giovanni Raffaldi
- Montage : Franco Fraticelli
- Décors : Massimo Galloppi
- Costumes : Oscar Capponi
- Musique : Willy Brezza, Goblin
- Sociétés de production : Mondial Film
- Pays de production :  Italie
- Langue de tournage : italien
- Format : Couleur par Technicolor - Son mono - 35 mm
- Durée : 92 minutes (1h32)[3]
- Genre : Drame de la drogue, film policier[5]
- Dates de sortie :
  - Italie : 30 mars 1976

## Distribution
- Maurice Ronet : Luca Girord
- Beba Loncar : l'ex-femme de Luca
- Marco Reims : Andrea Viotti
- Antonio Pierfederici : le vieux patriarche
- Leonora Fani : Anna
- Luciano Rossi : Judas
- Micaela Pignatelli : la sœur d'Andrea
- Natalia Dezmann
- Armando Rossi

## Accueil critique
« Drammaturgicamente, siamo dalle parti di una telenovela messicana, sia per l’intreccio che per i caratteri. Ma il film funziona, non si impantana mai e poi l’ossessiva colonna sonora – opera di Willy Brezza e dei Goblin (sotto il nome di Il reale impero britannico) – commenta ed enfatizza bene i momenti salienti. »
— Davide Pulici dans Nocturno

« D'un point de vue dramaturgique, nous retrouvons les caractéristiques d'une telenovela mexicaine, tant au niveau de l'intrigue que des personnages. Mais le film fonctionne, il ne s'enlise jamais et la bande sonore envoûtante - de Willy Brezza et des Goblins (sous le nom de The Royal British Empire) - rythme et souligne bien les moments saillants. »